# Estádio Francis Field
O Francis Field é um estádio localizado na Universidade de Washington em Saint Louis nos Estados Unidos. 
Atualmente o estádio é usado pela univerisade para a prática de atletismo, futebol e futebol americano. Foi construído para abrigar a Exposição Universal de 1904 e foi usado como o principal estádio dos Jogos Olímpicos de Verão de 1904. Na época tinha capacidade para 19.000 espectadores sentadas, mas em 1984 foi remodelado e sua capacidade reduziu-se para apenas 4.000 pessoas. É uma das mais antigas sedes esportivas a oeste do rio Mississipi ainda em uso.
O local foi renovado para incluir muitas das características dos estádios atuais. Ao invés de grama comum, o estádio agora utiliza grama artificial, que pode ser configurado tanto para futebol quanto futebol americano.
Predefinição:Instalações olímpicas da ginástica